# Trogossitidae
Trogossitidae là một họ bọ cánh cứng trong phân bộ Polyphaga. Trogossitidae gồm khoảng 600 loài, 59 chi được tìm thấy ở châu Mỹ và 36 chi ở châu Úc.

## Hình ảnh

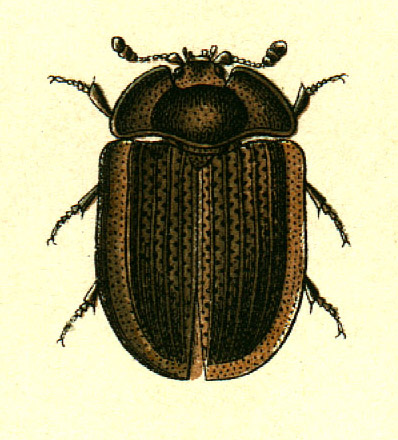
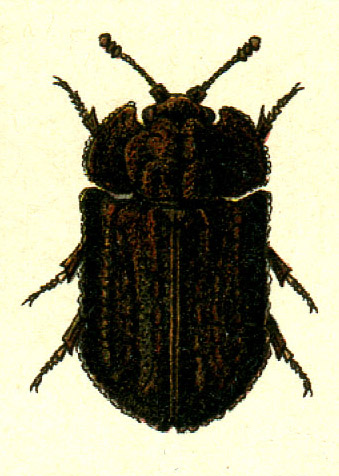
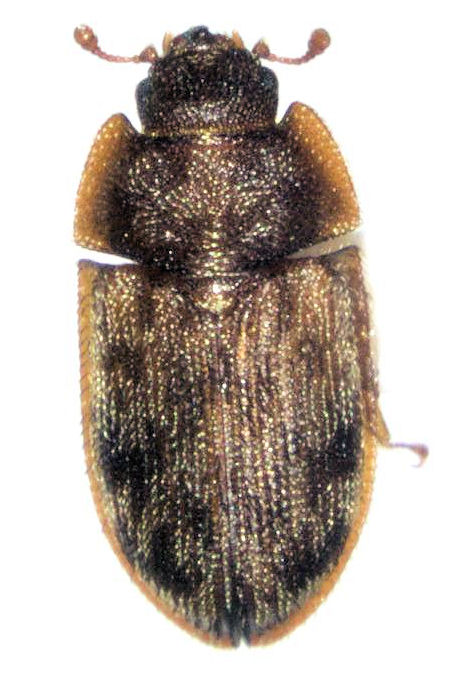
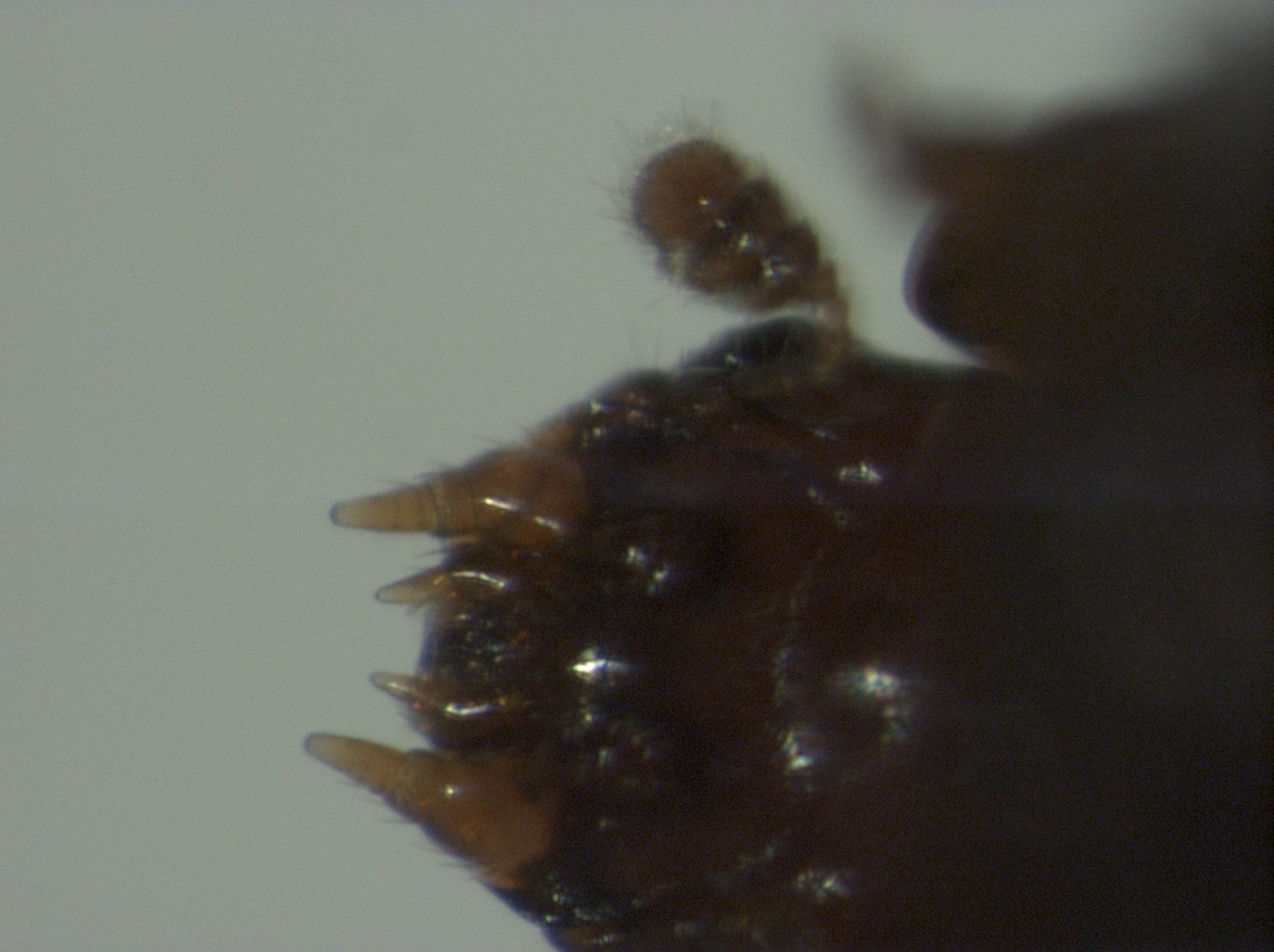